# Венедикт (Цекурас)
Митрополи́т Венеди́кт (греч. Μητροπολίτης Βενέδικτος, в миру Гео́ргиос Цеку́рас, греч. Γεώργιος Τσεκούρας; род. 1957, Калаврита) — епископ Иерусалимской православной церкви, митрополит Диокесарийский (с 2019), патриарший эпитроп Вифлеема (с 2021).

## Биография
Родился в 1957 году в Калаврите, в Ахее, в Греции. Учился в городе Эйон.
В 1976 году был пострижен в монашество с именем Венедикт в монастыре Великая Лавра. В 1982 году прибыл в Иерусалим и был зачислен в Святогробское братство.
В 1983 году хиротонисан во иеродиакона, а в 1986 году — во иеромонаха с возведением в достоинство архимандрита.
Служил настоятелем Монастыря Святой Екатерины, затем церемонимейстером и казначеем Иерусалимской патриархии. Благодаря ему были восстановлены приходы Животворящего Источника и Святого Диодора в Иерихоне.
В апреле 1994 году включён в состав Священного синода Иерусалимской православной церкви.
9 февраля 1998 года состоялась его архиерейская хиротония во епископа Газского с возведением в сан архиепископа.
В 2000 году был назначен патриаршим эпитропом в Амман.
24 сентября 2001 году возведён в достоинство митрополита с назначением на Филадельфийскую кафедру.
Под его покровительством и защитой были: возведены Святые Церкви Иоанна Крестителя в Иордании, храм Святых Константина и Елены в Марг-эль-Хамаме, поликлиника, детский сад и музей митрополии. Также был освящен древний Храм Святого Георгия в Салте и учреждён книжный магазин Митрополии. В 2005 году было завершено строительство часовня Святого Нектария в Священной Митрополии.
15 мая 2018 года решением Священного синода был назначен настоятелем «места паломничества Крещения Господня на восточном берегу Иордана».
8 октября 2018 года решением Священного синода был назначен председателем Церковного апелляционного суда.
25 сентября 2019 года решением Священного синода переименован в митрополита Диокесарийского.